# Euneos (Sohn des Iason)
Euneos (altgriechisch Εὔνηος Eúneos) ist in der griechischen Mythologie der Sohn des Iason und der Hypsipyle, der Königin von Lemnos. Sein Zwillingsbruder ist Deipylos.
Sie wurden von ihrer Mutter getrennt, die aus Lemnos verbannt wurde, weil sie ihren Vater Thoas verschont hatte.
Zusammen mit seinem Bruder fand er die Mutter in Nemea wieder und siegte im Stadionlauf bei den Nemeischen Spielen.
Euneos wurde später König von Lemnos. Nach Homer stattete er die griechische Flotte auf dem Weg nach Troja mit Vorräten und Verpflegung aus. Außerdem gab er als Kaufpreis des trojanischen Priesters Lykaon dem Patroklos einen phönizischen silbernen Krug als Bezahlung.
In Athen gab es eine Musikerzunft namens Euneidai (Εὐνεῖδαι Euneídai), die sich auf Euneos als ihren Stammvater berief.